# 建瓯西站
建瓯西站位于中国福建省南平市建瓯市徐墩镇北津村瑶坪自然村，是合福客运专线专有的火车站，设2台4线，站房建筑面积6000平方米，2015年6月28日与合福客运专线同时建成并投入使用。截止2016年6月27日，建瓯西站发送旅客76.4万人。

## 旅客列车目的地
目前建瓯西站停靠的列车终到站如下，每天有14对旅客列车停靠：
| 列车所属路局 | 目的地                                           |
| ------------ | ------------------------------------------------ |
| 北京铁路局   | 北京南、天津西、福州、上饶、厦门北               |
| 成都铁路局   | 贵阳北、厦门北                                   |
| 济南铁路局   | 福州、济南西                                     |
| 南昌铁路局   | 北京南、福州、南京南、上海虹橋、厦门北、武夷山北 |
| 上海铁路局   | 福州、合肥南、上海虹橋、深圳北                   |